# Borut Smrekar
Borut Smrekar, slovenski dirigent, * 18. maj 1959, Kostanjevica na Krki, Slovenija.

## Življenjepis
Na Akademiji za glasbo v Ljubljani je študiral klavir (prof. Andrej Jarc, prof. Dubravka Tomšič Srebotnjak.) in dirigiranje (prof. Anton Nanut).
V dirigiranju se je izpopolnjeval na Hochschule für Musik und darstellende Kunst na Dunaju.
Na Akademiji za glasbo v Ljubljani je magistriral na temo »Vodenje zbora« in doktoriral na temo »Problem retuš orkestrskega zvoka Beethovnovih simfonij«.
Med letoma 1990 in 1998 je deloval kot asistent s področja dirigiranja na Akademiji za glasbo v Ljubljani, med letoma 1998 in 2005 kot direktor in umetniški vodja opere v Ljubljani. Od leta 1998 je honorarni predavatelj na Oddelku za muzikologijo Filozofske fakultete za harmonsko-oblikovno analizo.
Med drugim je vodil moški Primorski akademski zbor Vinko Vodopivec.